# 北森鴻
北森 鴻 （きたもり こう、英語: Kou Kitamori、1961年11月15日 - 2010年1月25日）は、日本の小説家・推理作家。
本名は新道研治。骨董や民俗学、料理や酒、明治初期の歴史などの分野を得意とする。

## 来歴
山口県下関市生まれ。宇部フロンティア大学付属香川高等学校、1984年駒澤大学文学部歴史学科卒業。 小学館の編集プロダクション勤務、フリーライターを経て、作家デビュー。
1995年『狂乱廿四孝』で鮎川哲也賞受賞。 1999年『花の下にて春死なむ』で第52回日本推理作家協会賞・短編および連作短編集部門受賞。
2005年から2007年まで、本格ミステリ作家クラブの監事をつとめる。
2010年1月25日午前3時7分、前日24日に自宅で倒れて緊急搬送され、処置治療を受けていた山口市内の病院で心不全にて死去。48歳没。

## 受賞・候補
- 1994年  第33回オール讀物推理小説新人賞候補『狂斎幽霊画考』
- 1995年  第6回鮎川哲也賞『狂乱廿四孝』
- 1996年  第49回日本推理作家協会賞［短編および連作短編集部門］候補『花の下にて春死なむ』
- 1998年  第51回日本推理作家協会賞［短編および連作短編集部門］候補『バッド テイスト トレイン』
- 1999年  第52回日本推理作家協会賞［短編および連作短編集部門］『花の下にて春死なむ』
- 1999年  第52回日本推理作家協会賞［短編および連作短編集部門］候補『凶笑面』
- 2001年  第1回本格ミステリ大賞小説部門候補『凶笑面』[8]

## 著作リスト

### 蓮丈那智フィールドファイル
異端の民俗学者・蓮丈那智とその助手・内藤三國の活躍を書くシリーズ。
- 凶笑面（2000年5月 新潮社 / 2003年2月 新潮文庫 / 2024年4月 角川文庫）
  - 表題作はフジテレビ金曜エンタテイメントにて木村多江主演でドラマ化されている。
- 触身仏（2002年8月 新潮社 / 2005年8月 新潮文庫 / 2024年4月 角川文庫）
- 写楽・考（2005年8月 新潮社 / 2008年2月 新潮文庫 / 2024年5月 角川文庫）
- 邪馬台（2011年10月 新潮社 / 2014年2月 新潮文庫 / 2024年8月 角川文庫）
  - シリーズ初の長編作品。未完の遺作を婚約者である浅野里沙子が完成させた[9]。
- 天鬼越（2014年12月 新潮社 / 2016年3月 新潮文庫 / 2024年10月 角川文庫）
  - 未収録作2編と、浅野里沙子が遺志を継いで執筆した4編を収録。

### 旗師・冬狐堂
旗師・宇佐見陶子を主人公にしたシリーズ。陶子は他シリーズにも顔を出し、最終的には電話だけで主人公にアドバイスを与えるような神秘的なキャラクターに昇華している。
- 狐罠（1997年5月 講談社 / 2000年5月 講談社文庫 / 2020年11月 徳間文庫）
- 狐闇（2002年5月 講談社 / 2005年5月 講談社文庫 / 2020年12月 徳間文庫）
- 緋友禅（2003年1月 文藝春秋 / 2006年1月 文春文庫 / 2021年1月 徳間文庫）
- 瑠璃の契り（2005年1月 文藝春秋 / 2008年1月 文春文庫 / 2021年2月 徳間文庫）[11]

### 香菜里屋シリーズ
三軒茶屋の路地裏にあるビアバー『香菜里屋』のマスターを主人公にした連作短編集｡
- 花の下にて春死なむ（1998年11月 講談社 / 2001年12月 講談社文庫 / 2021年2月 講談社文庫【新装版】）
- 桜宵（2003年4月 講談社 / 2006年4月 講談社文庫 / 2021年3月 講談社文庫【新装版】）
- 螢坂（2004年9月 講談社 / 2007年9月 講談社文庫 / 2021年4月 講談社文庫【新装版】）
- 香菜里屋を知っていますか（2007年11月 講談社 / 2011年4月 講談社文庫 / 2021年6月 講談社文庫【新装版】）

### テッキ&キュータ
福岡県博多にある親不孝通りを舞台に、「鴨ネギコンビ]」こと鴨志田鉄樹（テッキ）と根岸球太（キュータ）の二人が活躍するシリーズ。
- 親不孝通りディテクティブ（2001年2月 実業之日本社 / 2006年8月 講談社文庫）
- 親不孝通りラプソディー（2006年10月 実業之日本社 / 2008年11月 実業之日本社 ジョイ・ノベルス / 2012年1月 講談社文庫）

### 裏京都ミステリー
かつて京都を騒がせた怪盗・有馬次郎はひょんなことから嵐山・大悲閣の寺男として働くことになる。培った裏の技能を駆使し、洞察力に優れた住職や、みやこ新聞の記者・折原けい達と寺に舞い込む様々な事件を解決していく。このシリーズの登場人物は堕天使殺人事件にも登場している。実在の寺院を舞台にした珍しい連作ミステリーで、北森作品としてはもっともドタバタ調が濃い。
- 支那そば館の謎 裏京都ミステリー（2003年7月 光文社 / 2006年7月 光文社文庫）
- ぶぶ漬け伝説の謎 裏京都ミステリー（2006年4月 光文社 / 2009年8月 光文社文庫）

### 佐月恭壱シリーズ
花師と絵画修復師二つの顔を持つ佐月恭壱を主人公にした連作中短編集。別シリーズの登場人物も登場する。
- 深淵のガランス（2006年3月 文藝春秋 / 2009年3月 文春文庫）
- 虚栄の肖像（2008年9月 文藝春秋 / 2010年9月 文春文庫）

### その他
- 狂乱廿四孝（1995年9月 東京創元社 / 2001年8月 角川文庫）
  - 狂乱廿四孝／双蝶闇草子（2016年10月 創元推理文庫）
    - 未完の続編「双蝶闇草子」を併録。
- 冥府神（アヌビス）の産声（1997年4月 光文社 カッパ・ノベルス / 2000年5月 光文社文庫 / 2008年11月 光文社文庫）
- メビウス・レター（1998年1月 講談社 / 2001年2月 講談社文庫）
- 闇色のソプラノ（1998年9月 立風書房 / 2002年10月 文春文庫）
- メイン・ディッシュ（1999年3月 集英社 / 2002年3月 集英社文庫）
- 屋上物語（1999年4月 祥伝社 ノン・ノベル / 2003年6月 祥伝社文庫 / 2025年6月 創元推理文庫）
  - 実在の百貨店屋上の手打ちうどん店をモデルとした連作。うどん屋のおばちゃんが名探偵という2時間ドラマめいた設定に反して、暗鬱なトーンの連作集である。
- パンドラ'S ボックス（2000年6月 光文社 カッパ・ノベルス / 2007年10月 光文社文庫）
  - 初期の未収録短編を集めてそれぞれに詳細な自解を加えた一冊。
- 顔のない男（2000年10月 文藝春秋 / 2003年10月 文春文庫）
- 蜻蛉始末（2001年6月 文藝春秋 / 2004年8月 文春文庫）
  - 藤田組贋札事件を題材にした時代小説。
- 共犯マジック（2001年7月 徳間書店 / 2004年10月 徳間文庫）
- 孔雀狂想曲（2001年10月、集英社 / 2005年1月、集英社文庫）
  - 冬狐堂と親交のある雅蘭堂店主の越名集治の物語。女子高生も絡め、冬狐堂シリーズに比べ明るいユーモアが全面に出た連作となっている。
- 暁の密使（2006年1月 小学館 / 2008年9月 小学館文庫）
- なぜ絵版師に頼まなかったのか（2008年5月 光文社 / 2010年10月 光文社文庫）
- うさぎ幻化行（2010年2月 創元クライム・クラブ / 2014年4月 創元推理文庫）
- 暁英 贋説・鹿鳴館（2010年4月 徳間書店 / 2011年3月 徳間文庫）
  - 絶筆作品として『問題小説』に連載されたものを未完のまま刊行。
- ちあき電脳探偵社（2011年1月 PHP文芸文庫）

### アンソロジー
「」内が北森鴻の作品

#### ザ・ベスト・ミステリーズ 推理小説年鑑
- ザ・ベストミステリーズ 1998 推理小説年鑑（1998年6月 講談社）「バッド・テイスト・トレイン」
  - 【分冊・改題】完全犯罪証明書 ミステリー傑作選39（2001年4月 講談社文庫）
- ザ・ベストミステリーズ 1999 推理小説年鑑（1999年6月 講談社）「凶笑面」
  - 【分冊・改題】殺人買います ミステリー傑作選41（2002年8月 講談社文庫）
- ザ・ベストミステリーズ 2000 推理小説年鑑（2000年6月 講談社）「不帰屋」
  - 【分冊・改題】嘘つきは殺人のはじまり ミステリー傑作選43（2003年9月 講談社文庫）
- ザ・ベストミステリーズ 2001 推理小説年鑑（2001年6月 講談社）「バベル島」
  - 【分冊・改題】終日犯罪 ミステリー傑作選44（2004年6月 講談社文庫）
- ザ・ベストミステリーズ 2002 推理小説年鑑（2002年7月 講談社）「根付け供養」
  - 【分冊・改題】零時の犯罪予報 ミステリー傑作選46（2005年4月 講談社文庫）
- ザ・ベストミステリーズ 2003 推理小説年鑑（2003年7月 講談社）「緋友禅」
  - 【分冊・改題】殺人の教室 ミステリー傑作選（2006年4月 講談社文庫）
- ザ・ベストミステリーズ 2004 推理小説年鑑（2004年7月 講談社）「瑠璃の契」
  - 【分冊・改題】犯人たちの部屋 ミステリー傑作選（2007年11月 講談社文庫）
- ザ・ベストミステリーズ 2006 推理小説年鑑（2006年7月 講談社）「鬼無里」
  - 【分冊・改題】セブンミステリーズ ミステリー傑作選（2009年4月 講談社文庫）
- ザ・ベストミステリーズ2007 推理小説年鑑（2007年7月 講談社）「ラストマティーニ」
  - 【分冊・改題】MARVELOUS MYSTERY 至高のミステリー、ここにあり ミステリー傑作選（2010年11月 講談社文庫）

#### その他
- 本格推理1 新しい挑戦者たち（1993年4月 光文社文庫）「仮面の遺書」
- 孤島の殺人鬼 本格推理マガジン（1995年12月 光文社文庫）「踊る警官」
- 新世紀「謎」倶楽部（1998年7月 角川書店 / 2001年8月 角川文庫）「鬼子母神の選択肢」
- 最新「珠玉推理」大全 中（1998年9月 光文社 カッパ・ノベルス）「殺人者の赤い手」
  - 【改題】怪しい舞踏会（2002年5月 光文社文庫）
- 大密室（1999年6月 新潮社 / 2002年2月 新潮文庫）「不帰屋」
- 堕天使殺人事件 新世紀「謎」倶楽部（1999年9月 角川書店 / 2002年5月 角川文庫）11名の作家によるリレー小説
- 贋作館事件（1999年9月 原書房）「幇間二人羽織」
- 前夜祭 新世紀「謎」倶楽部（2000年6月 角川書店）6名の作家によるリレー小説
- 本格ミステリ01（2001年7月 講談社ノベルス）「邪宗仏」
  - 【分冊・改題】紅い悪夢の夏 本格短編ベスト・セレクション（2004年12月 講談社文庫）
- M列車で行こう（2001年10月 光文社 カッパ・ノベルス / 2005年5月 光文社文庫）「セヴンス・ヘヴン」
- 金田一耕助に捧ぐ九つの狂想曲（2002年6月 角川書店 / 2012年11月 角川文庫）「ナマ猫邸事件」
- 本格ミステリ04（2004年6月 講談社ノベルス）「憑代忌」
  - 【改題】深夜バス78回転の問題（2008年1月 講談社文庫）
- 凶鳥の黒影 中井英夫へ捧げるオマージュ（2004年9月 河出書房新社）「急行銀河・1984」
- 暗闇を追いかけろ（2004年11月 光文社 カッパ・ノベルス / 2008年5月 光文社文庫）「憑代忌」
- 名探偵の奇跡（2007年9月 光文社 カッパ・ノベルス / 2010年5月 光文社文庫）「棄神祭」
- 本格ミステリ08 二〇〇八年本格短編ベスト・セレクション（2008年6月 講談社ノベルス）「奇偶論」
  - 【改題】見えない殺人カード 本格短編ベスト・セレクション（2012年1月 講談社文庫）
- 名探偵に訊け（2010年9月 光文社 カッパ・ノベルス / 2013年4月 光文社文庫）「背表紙の友」
- ミステリーの書き方（2010年11月 幻冬舎 / 2015年10月 幻冬舎文庫]）※執筆作法「連作ミステリの私的方法論」
- 傑作ミステリーアンソロジー 京都迷宮小路（2018年11月 朝日文庫）「異教徒たちの晩餐」

### 漫画原作
- 鬼が疾る（1998年2月 白泉社 ジェッツ・コミックス） - 作画：智中天

## 映像化作品
ドラマ
- 凶笑面（2005年、フジテレビ金曜エンタテイメント）主演: 木村多江